# Darkestville Castle
Darkestville Castle — приключенческая игра, разработанная аргентинской студией Epic LLama и российским издательством «Бука». Релиз проекта состоялся 21 сентября 2017 года для Windows и macOS. 26 марта 2019 года состоялся выход игры на мобильных устройствах под управлением iOS и Android. 13 августа 2020 года игра вышла на консолях PlayStation 4, Xbox One и Nintendo Switch.

## Игровой процесс
Darkestville Castle представляет собой point-and-click квест. Игровой процесс заключается в перемещении между локациями, поиске активных точек на экране и решении головоломок. Управление осуществляется при помощи мыши. При наведении на активную точку курсор меняет форму в зависимости от того, что может сделать главный герой игры Сид: перейти на другую локацию, взять предмет, поговорить с персонажем и многое другое.

## Сюжет
Как и подобает каждому порядочному демону, Сид ночами напролёт устраивает самые разные пакости мирным жителям Даркествиля. Он совсем не ожидает, что его заклятый враг вот-вот полностью изменит его жизнь. Отправляйтесь навстречу приключениям вместе с Сидом, демоном из Даркествиля — беззаботным воплощением тьмы, чьим повседневным злодействам помешали братья Ромеро, охотники за демонами, нанятые его заклятым врагом Дэном Типотом. Вас и Сида ждут грандиозные события, полные опасностей, интриг и смешных ситуаций.

## История создания
Игра была анонсирована в 2017 году, а сама разработка началась за два года до этого, в 2015 году. В 2016 году команда разработчиков Epic LLama получили престижную премию Indie Prize в номинации «Лучшее повествование», а в 2017 году две номинации Awesome Games Awards и DevGAMM 2017.